# Collegio di Blaydon and Consett
Blaydon and Consett è un collegio elettorale situato nella contea di Durham e nel Tyne and Wear, nel Nord Est dell'Inghilterra, e rappresentato alla Camera dei comuni del Parlamento del Regno Unito. Elegge un membro del parlamento con il sistema first-past-the-post, ossia maggioritario a turno unico; l'attuale parlamentare è Liz Twist del Partito Laburista, che rappresenta il collegio dal 2024.

## Estensione
Il collegio comprende le seguenti aree
- nella contea di Durham, le divisioni elettorali di Benfieldside; Burnopfield and Dipton; Consett North; Consett South; Delves Lane e Leadgate and Medomsley;
- nel borgo metropolitano di Gateshead, i ward di Blaydon; Chopwell and Rowlands Gill; Crawcrook and Greenside; Ryton, Crookhill and Stella e Winlaton and High Spen.[1]

## Membri del parlamento
| Elezione | Elezione | Deputato  | Partito   |
| -------- | -------- | --------- | --------- |
|          | 2024     | Liz Twist | Laburista |

## Elezioni

### Elezioni negli anni 2020
| Partito                    | Partito                                      | Candidato                  | Risultati 4 luglio 2024 | Risultati 4 luglio 2024 |
| Partito                    | Partito                                      | Candidato                  | Voti                    | %                       |
| -------------------------- | -------------------------------------------- | -------------------------- | ----------------------- | ----------------------- |
|                            | Laburista                                    | Liz Twist                  | 21 160                  | 50,12                   |
|                            | Reform UK                                    | David Ayre                 | 10 007                  | 23,70                   |
|                            | Conservatore                                 | Angela Sterling            | 6 052                   | 14,34                   |
|                            | Verdi                                        | Richard Simpson            | 2 589                   | 6,13                    |
|                            | Lib Dem                                      | Vicky Anderson             | 2 273                   | 5,38                    |
|                            | Social Democratico                           | Paul Topping               | 135                     | 0,32                    |
|                            |                                              |                            |                         |                         |
| Iscritti                   | Iscritti                                     | Iscritti                   | 70 487                  | 100,00                  |
| ↳ Votanti (% su iscritti)  | ↳ Votanti (% su iscritti)                    | ↳ Votanti (% su iscritti)  | 42 216                  | 59,89                   |
| ↳ Astenuti (% su iscritti) | ↳ Astenuti (% su iscritti)                   | ↳ Astenuti (% su iscritti) | 28 271                  | 40,11                   |
|                            |                                              |                            |                         |                         |
|                            | Esito: collegio a Laburista (nuovo collegio) |                            |                         |                         |